# NGC 5086
NGC 5086 is een dubbelster in het sterrenbeeld Centaur. Het hemelobject werd op 7 april 1837 ontdekt door de Britse astronoom John Herschel.